# Хокурику
Хокурику (на японски: 北陸地方, по английската Система на Хепбърн Hokuriku chihō) е субрегион на регион Чубу, централния регион на остров Хоншу, най-големият японски остров. Хикурику има голяма брегова линия по Японско море.
В региона влизат префектури Тояма, Ишикава и Фукуи. Понякога е включвана и префектура Ниигата.
Регионът може да бъде групиран на:
- Шинецу (信越), регионът с префектура Нагано.
- Кошинецу (甲信越), регионът заедно с префектури Нагано и Яманаши.